# Буркінабське повстання (2014)
Повстання в Буркіна-Фасо (інша назва революція 2.0, чорна весна) почалося з протестів у жовтні 2014 року через те, що президент країни Блез Компаоре мав намір продовжити свої повноваження ще на 5 років, незважаючи на те, що він провів на цьому посту 27 років. Як наслідок 30 жовтня відбулися масові демонстрації, в ході яких було спалено багато урядових будівель. Блез Компаоре втік з країни в
сенегальський Дакар, але був змушений повернутися і склав повноваження голови держави.

## Передмова
Після великих політичних заворушень у 2011 парламентські вибори пройшли в грудні 2012 без будь-яких серйозних інцидентів, і нормалізація соціально-політичної атмосфери очікувалася у 2013, проте ухвалення в травні того ж року закону про створення сенату викликало новий пік напруженості з маршами протесту, організованими опозиційними політичними партіями та громадськими групами. У спробі заспокоїти протести уряд сповільнив процес створення сенату, а у вересні вжив заходів соціального характеру щодо зниження рівня високої вартості життя. Внаслідок усього цього, як у висновках Африканського банку розвитку говорилося, що «період до наступних президентських виборів у 2015 році, безсумнівно, буде ризикованим для країни. Основним політичним завданням буде забезпечення плавного політичного переходу у 2015 році».. Поряд з цим, збільшилася самосвідомість громадськості у прагненні боротися за свої права, а в опозицію перейшли більше 70 членів правлячої партії, і як відзначали аналітики, «президента Блез Компаоре, швидше за все, чекає важка битва».

## Хронологія

### 28 жовтня
Масові виступи почалися в столиці Буркіна-Фасо — Уагадугу, 28 жовтня, коли на вулиці столиці вийшли сотні тисячі людей, невдоволених новою конституційною реформою і збройні металевими палицями та камінням. Вони блокували головну дорогу міста, а через побоювання заворушень були закриті всі магазини, школи та університети. Кілька людей почали просуватися за барикади, погрожуючи вийти до парламенту, в результаті чого поліція застосувала сльозогінний газ, і основна частина натовпу пішла додому в другій половині дня. Мирні протести пройшли в більшості міст країни, проте в одній області кілька людей напали на штаб-квартиру правлячої партії, але ніхто не постраждав.

### 29 жовтня
У ході зіткнень з демонстрантами біля парламенту, поліцією був застосований сльозогінний газ. Більшість протестуючих покинули площу, але кілька сотень залишилися на позиціях.

### 30 жовтня
30 жовтня для розгону присутніх поліція застосувала сльозогінний газ, проте вони прорвали оточення і підпалили кілька адміністративних будівель, в тому числі мерію і штаб-квартиру правлячого Конгресу за демократію і прогрес. Після цього натовп попрямував до президентського палацу, в той час як військові застосували сльозогінний газ і обстріляли гумовими кулями близько півтори тисячі чоловік, що штурмували парламент, попутно відкриваючи стрілянину в повітря. Протестуючі підпалили автомобільні шини і навколишні машини, змусивши військових відступити, після чого увірвалися в будівлю, розгромили кабінети, спалили документи і вкрали комп'ютерне обладнання. Президентська гвардія відкрила вогонь по цивільним особам, внаслідок чого принаймні три людини загинули. Протестуючі штурмом оточили будівлю національного радіо і телебачення, у той час як навколо нього з бронетранспортерами були розгорнуті армійські з'єднання, щоб захистити його від натовпу. Декілька демонстрантів було заарештовано, а поранено близько 60 осіб. Офіційно підтверджена одна смерть демонстранта від рук президентської гвардії. Десятки солдатів, а також колишній міністр оборони генерал Куаме Луг'є, приєдналися до протестувальників, що вимагали висунути його в президенти.
Тим часом, в районі, де живуть депутати було підпалено декілька будинків, готель «Azalai», нападу піддалися будинки урядовців, а розграбуванню — крамниці. Після захоплення протестуючими будівлі телебачення були відключені всі телеканали, в той час як була заблокована відправка SMS-повідомлень і мережа 3G, проте доступ в Інтернет і телефонний зв'язок залишилася доступною. Бурхливі протести пройшли в місті Бобо-Діуласо, де була знесена статуя Компаоре, спалена мерія і штаб-квартиру правлячої партії, а також у Уахігуя. Аеропорт Уагадугу було закрито і всі рейси що прибувають і вилітають не були скасовані до особливого розпорядження Багато депутатів сховалися в готелях, після чого були взяті під нагляд демонстрантами.
Після спроби домовитися з військовими в Президентському палаці, увечері того ж дня, президент Блез Компаоре в ефірі радіо «Omega FM» оголосив, що «я розпускаю уряд з сьогоднішнього дня, щоб створити умови для змін. Я закликаю лідерів політичної опозиції до діалогу, щоб покласти край протестам. З цього дня я обіцяю почати переговори з усіма учасниками, щоб покласти край кризі». Пізніше, він заявив, що «вирішивши реалізувати 43 статтю нашої Конституції, я оголошую вакуум влади, щоб дозволити негайному створенню перехідного уряду привести до вільних і справедливих виборів в максимальний законний термін в 90 днів». Таким чином, Компаоре пішов у відставку, і пізніше прибув до столиці Сенегалу — Дакар. Командувач збройними силами Буркіна-Фасо генерал Оноре Траоре оголосив про розпуск Національної асамблеї парламенту, про створення перехідного уряду «після консультацій з усіма партіями. Повернення до конституційного порядку очікується не пізніше ніж за 12 місяців», а також про введення комендантської години з 19:00 до 6:00. Крім того, було оголошено, що «урядом підписано документ, в якому населення сповіщають про скасування розгляду змін до конституції». Також, журналістами в ефірі радіо «Омега FM» було сказано, що дана «революція 2.0», після першої 1983 під керівництвом Томаса Санкари, вбитого в ході перевороту Компаоре, стала перемогою опозиції. Проте, протестувальники не послухалися наказів військового командування залишилися в центрі Уагадугу на площі Нації.
У той же час, президент Союзу заради прогресу і змін Зеріфін Діабре. Закликав військових встати на сторону народу, зазначивши, що «надзвичайний стан неприйнятно. Ми закликаємо народ продемонструвати, що він виступає проти цього заходу» і «єдиним кроком, здатним принести мир в Буркіна-Фасо є відставка Блеза Компаоре». Лідер опозиції Беневенде Санкара наголосив, що відставка президента «не підлягає обговоренню» після того, як стався даний «переворот». Генеральний секретар Національної ради робочих Огустен Блез Йен сказав, що «влада президента Блеза Компаоре базується на військовій силі. Ми продовжимо боротьбу за свободу!». Представник протестного руху Еміль Парго Пар сказав, що «30 жовтня в Буркіна-Фасо оголошується „чорна весна“, за аналогією з „арабською весною“». При спробі втечі був заарештований брат Компаоре, Френсіс, у той час як Лугьє запропонував армії втрутитися і відсторонити Компаоре від влади. Анонімні опозиційні лідери оголосили про проведення переговори з Лугьє про формування перехідного уряду. Пізніше, міністр зв'язку Ален Едуард Траоре оголосив про скасування розгляду законопроєкту про поправки в конституцію.

### 31 жовтня
Протягом 24 годин після подій 30 жовтня, Компаоре стверджував, що є президентом і очолить перехідний уряд. Тим часом, у столиці поновилися протести опозиції за участю близько десятків тисяч чоловік. Представник опозиції Абласс Удраогу заявив в четвер, що ситуація в країні представляє «повну сум'яття». Протестуючі з гаслами «Ми вимагаємо його відходу, він більше не наш президент!» Оточили будівлі резиденції президента і генштабу армії.
Вранці 31 жовтня Компаоре по місцевому радіо і телебаченню заявив про скасування НС і свою відставку, сказавши «я почув сигнал. Я відкритий для переговорів з приводу перехідного періоду, після якого влада в країні буде передана нового президента, обраного демократичним шляхом» «в період, що не перевищує 90 днів». За даними дипломатичних джерел, після цього Компаоре у складі збройної автоколони попрямував в місто по на півдні країни, до кордону з Ганою, і таким чином скінчилося його 27-річне правління. Представник штабу збройних сил полковник Бурейма Фарт оголосив десяткам тисяч протестувальників, які зібралися біля головного штабу армії, що «Компаоре більше не перебуває при владі». Після цього люди почали співати і танцювати на вулицях столиці, проте радість швидко охолола, так як командувач збройними силами Буркіна-Фасо генерал Оноре Траоре заявив, що бере на себе обов'язки президента і поведе країну до нових виборів:
|  | Збройні сили прийняли відставку президента. Я покладаю на себе обов'язки глави держави, щоб убезпечити країну у зв'язку з утворився вакуумом влади. Я урочисто зобов'язуюсь негайно приступити до консультацій з усіма сторонами країни з тим, щоб почати процес повернення до конституційного порядку, якомога швидше |

Після оголошення Компаоре про свою відставку в столиці країни поновилися грабежі. Мародери вивозили на візках з будівель міністерств і адміністративних установ предмети меблів, кондиціонери, двері та вікна. Поліцейські цьому не перешкоджали, але закликали громадян проявляти свідомість і не брати участь у протизаконних діях. Аналітики припускають, що дане повстання може спровокувати ефект «снігової кулі» і призвести до «африканської весни».

### 1 листопада
Вранці 1 листопада протягом кількох хвилин біля президентського палацу була чутна інтенсивна перестрілка. Опозиціонер Зеферіно Діабре закликавши протестуючих займати громадські місця, в інтерв'ю BBC сказав, що країні необхідний суспільний діалог за участю політичних партій і армії, а можливо і розробка нової конституції. Паралельно стався розкол в збройних силах. Так, заступник глави президентської гвардії полковник Ісаак Зіда в телезверненні заявив про взяття на себе ролі глави держави, сказавши, що «цивільні і збройні сили вирішили взяти долю народу в руки», «молодь Буркіна-Фасо дорого заплатила. Я хочу запевнити їх, що їх прагнення до демократичних змін не буде віддано або піддано розчаруванню», «я покладаю на себе обов'язки президента і закликаю Економічне співтовариство країн Західної Африки і міжнародне співтовариство продемонструвати своє розуміння і підтримку новій владі», а «склад перехідного органу буде оголошений пізніше». Він також повідомив, що всі армійські корпуси, в тому числі полиці президентської гвардії перейшли на бік народу, і оголосивши про своє наборі надзвичайних заходів, розгорнув свої війська на вулицях і скасував дію конституції. На той момент було не зрзуміло, чи зробив цю заяву Зіда у згоді з Траоре, так як останній жодного разу з'являвся на публіці і його місцезнаходження не відоме. Проте пізніше було опубліковано заяву, в якій говориться, що «полковник Ісаак Зіда одноголосно обраний очолювати країну в той перехідний період, початок якому поклав від'їзд президента Компаоре», і під яким стоїть підпис Траоре. На той момент на вулицях Уагадугу як зазвичай їздили мотоцикли і таксі, але були закриті головний ринок, деякі магазини, аеропорт і кордони країни. Пізніше, було повідомлено, що «полковник Зіда видав указ про відновлення повітряних кордонів». Обрання Зіди на посаду виконуючого обов'язки президента було зустрінуте підтримкою протестуючих, що вийшли на прибирання вулиць від сміття. Проте опозиційні партії не прийняли нове військове керівництво.
У той же день, за деякими даними, Компаоре втік з країни в столицю Кот-д'Івуару — Ямусукро, де був помічений кортеж з 30 автомобілів, що прямував у бік вілли-резиденції для іноземних гостей. Відомо, що Компаоре знаходиться в дружніх відносинах з президентом Кот-д'Івуару Алассаном Уаттарою,, і пізніше офіс президента підтвердив приїзд Компаоре разом з родиною в свою країну.

### 2 листопада
2 листопада тисячі людей знову вийшли на Національну площу в центрі Уагадугу, перейменовану ними в площу Революції, з гаслами «Зіда вкрав нашу перемогу» і «Зіда = Іуда». Лідери опозиції і громадянські активісти закликали бойкотувати новий режим, встановлений військовими в спробі скористатися вакуумом влади. Після того, як в штаб-квартиру державного телебачення і радіо прибула представниця опозиційної партії Сара Сереме зі своїми прихильниками, військові захопили будівлю, зробивши кілька попереджувальних пострілів, після чого призупинили мовлення. Військовими було вбито одну людину, після чого ними ж була розігнана демонстрація на площі, а вхід на площу було заблоковано розгорнутою бронетехнікою. Після цього, представник армії і помічник Зіди полковник Огюст Баррі заявивши, що «влада нас не цікавить, тільки широкий інтерес нації», зазначив, що «перехідний орган влади буде створений з усіма компонентами, які будуть прийняті широким консенсусом» через продовження переговорів з опозицією, релігійними лідерами і дипломатами. Увечері, після зустрічей з опозицією, Зіда сказав, що «ми будемо рухатися дуже швидко, але будемо обережні, щоб не зробити помилку, яка може призвести до пошкодження нашої країни. Ми тут не узурпували владу і сидимо на місці керуючи країною, але ми готові допомогти країні вийти з цієї ситуації».

### 3 листопада
Рано вранці 3 листопада, Ісаак Зіда на зустрічі в Уагадугу з послами Франції, США та країн Європейського Союзу, пообіцяв забезпечити перехідний період «в рамках конституції», зазначивши, що «ми тут не для того, щоб узурпувати країну, зайняти крісла і здійснювати управління. Ми весь час намагаємося вести переговори, тому що, бачте, ми повинні брати до уваги не тільки політичну опозицію, ми повинні враховувати думку громадянськості, поради релігійних лідерів, старійшин племен, всіх хто представляє націю».

### Наступні події і остаточна передача влади
5 листопада Ісаак Зіда заявив, що передача влади цивільному уряду може відбутися протягом двох тижнів. 6 листопада, за підсумками переговорів лідерів політичних партій і громадянських об'єднань, було оголошено про рішення «сформувати перехідний уряд на один рік», в той час як Зіда відмовився передати владу цивільному уряду протягом найближчих двох тижнів, заявивши, що «ми не боїмося санкцій, ми більше дбаємо про стабільність». 14 листопада військовий уряд і представники політичних сил одностайно схвалили хартію про принципи формування перехідного уряду, згідно з якою, тимчасовий президент країни повинен бути цивільною особою, що обирається спеціальною колегією з релігійних і племінних лідерів, представників військових, опозиції та громадськості. Після цього, він призначить прем'єр-міністра, який може бути як цивільним, так і військовим. Тим часом, президент, обраний на цей пост таким чином, не зможе виставити свою кандидатуру на майбутніх виборах. Також було передбачено створення законодавчого Національної перехідної ради з 90 депутатів. Наступного дня, Зіда заявив, що «командування надає політикам термін до 12.00 GMT неділі, щоб представити кандидатуру лідера громадянського перехідного правління». 16 листопада була опублікована інформація про те, що на посаду президента була узгоджена кандидатура католицького архієпископа Пола Уейдраого, який заявив, що не чекає призначення, так як «духовні особи не беруть участь у владі такого роду». 17 листопада комітет з 25 громадських діячів і військових призначив на посаду виконуючого обов'язки президента колишнього міністра закордонних справ Мішеля Кафандо,, якому надані повноваження призначити 25 міністрів уряду. Після обрання Кафандо сказав, що «комітет тільки що призначив мене тимчасово керувати долею нашої країни. Це більше, ніж честь. Це щира місія, яку я сприйму з усією серйозністю». 23 листопада Кафандо привів до присяги новий перехідний уряд, більшість посад у якому зайняли військові, зокрема Зіда став міністром оборони.